# Hegemony (серія відеоігор)
Hegemony - це серія комп'ютерних стратегічних ігор, розроблена канадської студією Longbow Games, Торонто, Онтаріо . В іграх поєднуються історична глобальна стратегія з боями в реальному часі на єдиній карті. Назва посилається на концепцію гегемонії, тобто політичного, економічного або військової переваги або контролю однієї держави над іншими .

## Ігровий процес
Ігри обертаються навколо управління імперією, завоювань і управління ресурсами. Гравець може збільшувати і зменшувати масштаб в будь-який час між стратегічною 2D-картою і 3D-тактичної картою, в той час як гра буде розвиватися (з можливістю паузи) в реальному часі. Унікальною механікою є створення ланцюжків поставок, які з'єднуються з центрами постачання через інфраструктуру гравця, забезпечуючи таким чином поставки для їх армій . Крім історичних сценаріїв кампаній (наприклад, Філіппа Македонського, Юлія Цезаря, Пірра Епірського), в іграх є режим пісочниці, мета якого - зібрати «окуляри гегемонії». Перемога може бути досягнута за рахунок поєднання культурного, військового і економічного переваги .
У Hegemony Gold: Wars of Ancient Greece кампанія докладно розповідає про піднесення Філіппа Македонського, батька Олександра Великого, який працює над створенням македонської сили, здатної перемогти Перську імперію. Hegemony Rome: Rise of Caesar, як випливає з назви, докладно описує сходження Юлія Цезаря під час галльських воєн. Гегемонія Рим надала можливість будувати польові табори і встановлювати укріплені мости, щоб убезпечити затоки і діяти в якості передових баз. Hegemony Rome приділяла набагато більше уваги швидкої кампанії і великим боям, які часто були відмінною рисою галльських воєн . У Hegemony III: Clash of the Ancients пісочниця займає центральне місце, і місії з'являються органічно з плином часу, а не як частина встановленого історичного оповідання .

## Ігри серії
- Hegemony Gold: Wars of Ancient Greece
- Hegemony Rome: The Rise of Caesar
- Hegemony III: Clash of the Ancients